# Yin Qi
Yin Qi (殷 琦) (15 oktober 1992, Harbin) is een Chinees langebaanschaatsster.
In 2019 startte ze op de massastart op de Wereldkampioenschappen schaatsen afstanden 2019.
In februari 2020 nam Qi deel aan de 1000 meter op de WK Afstanden in Salt Lake City.

## Records

### Persoonlijke records[2]
| Afstand    | Tijd    | Datum            | Baan           |
| ---------- | ------- | ---------------- | -------------- |
| 500 meter  | 39,48   | 29 februari 2020 | Hamar          |
| 1000 meter | 1.14,01 | 24 januari 2025  | Calgary        |
| 1500 meter | 1.55,49 | 16 februari 2020 | Salt Lake City |
| 3000 meter | 4.06,35 | 7 februari 2020  | Calgary        |
| 5000 meter | 7.15,43 | 16 maart 2019    | Calgary        |

## Resultaten
| Jaar | WK Allround             | WK Afstanden                       | Olympische Spelen   |
| ---- | ----------------------- | ---------------------------------- | ------------------- |
| 2020 | NC16 (13e, 20e, 16e, -) | 22e 1000m 22e 1500m 16e massastart |                     |
|      |                         |                                    |                     |
| 2022 |                         |                                    | 15e 1000m 15e 1500m |
|      |                         |                                    |                     |
| 2025 |                         | 7e 1000m 11e 1500m 5e teamsprint   |                     |